# 欒布
欒 布（らん ふ、? - 紀元前145年）は、中国の秦末から前漢初期にかけての武将。碭郡の人。

## 略歴
彭越がかつて一般の民だった頃に交遊し、共に困窮して斉で酒場の用心棒となった。数年後に彭越と別れると、人攫いに遭って燕で奴隷となったが、主人の家のために仇討ちをしたことで、燕の将である臧荼によって都尉に抜擢された。臧荼が燕王になると、欒布はその将となった。燕王臧荼は漢の高祖劉邦に反乱したが攻め滅ぼされ、欒布は捕虜となった。梁王になっていた彭越はそれを聞いて彼の罪を購い、梁の大夫にした。
しかし、欒布が斉への使者となっている間に彭越は反乱の嫌疑をかけられて召し出されて三族皆殺しにされた。首は洛陽で晒しものになり、それを取ろうとする者は捕まえるよう命令された。欒布はその首に対して復命（使者としての報告）をし、彼の首を祀って哭泣した。欒布は捕まり、劉邦は「お前も彭越と反乱しようとしたのか？この者を煮殺せ」と言い、彼を煮ようとした。欒布は煮られようという時に「彭王がいなければ項羽を滅ぼすことはできませんでした。それなのに反乱の証拠も無いのに細かいことで殺しては、功臣たちは自分も危ないと思うのではないでしょうか。今、彭王がもう死んでしまったので、死んだほうがましです。早く煮てください」と言った。そこで劉邦は彼を許し、都尉に任命した。
文帝の時代には、燕国の相となり、将軍に至った。欒布は「困窮した時に身を辱められることに耐えられないのは人ではない。富貴な身分になった時に気持ちを晴らすことが出来ないのは賢者ではない」と言い、かつて恩があった者には厚く報い、恨みがあった者は法に当てて滅ぼした。呉楚七国の乱の際、将軍となって斉を撃って、趙を攻撃した酈寄を援助した功績があり、景帝前6年（紀元前151年）に列侯（鄃侯）に封じられ、また燕国の相となった。景帝中5年（紀元前145年）に亡くなった。斉・燕では彼のために社を立て、「欒公社」と呼んだ。
鄃侯は子の欒賁が継いだ。武帝の治世期に、欒賁は太常になった際に祭祀の際の犠牲が規定どおりでなかったために、罪に座して国を取り上げられた。